# Lista över slott och herrgårdar i Medelpad
Detta är en lista över slott och herrgårdar i Medelpad.

## Sundsvalls kommun
| Bild | Namn                   | Typ      | Socken   | Läge                                          | BBR id |
| ---- | ---------------------- | -------- | -------- | --------------------------------------------- | ------ |
|      | Alviks herrgård        | herrgård | Alnö     |                                               |        |
|      | Eriksdals herrgård     | herrgård | Alnö     | 62°28′42″N 17°22′25″Ö / 62.47829°N 17.37357°Ö |        |
|      | Galtströms herrgård    | herrgård | Njurunda | 62°09′48″N 17°29′52″Ö / 62.16327°N 17.49781°Ö |        |
|      | Gustafsbergs herrgård  | herrgård | Alnö     |                                               |        |
|      | Gustafshamns herrgård  | herrgård | Alnö     |                                               |        |
|      | Heffners herrgård      | herrgård | Skön     | 62°23′45″N 17°19′47″Ö / 62.39576°N 17.32961°Ö |        |
|      | Hörningsholms herrgård | herrgård | Alnö     | 62°28′02″N 17°27′00″Ö / 62.46727°N 17.45013°Ö |        |
|      | Matfors bruks herrgård | herrgård | Tuna     | 62°20′51″N 17°01′44″Ö / 62.34755°N 17.02899°Ö |        |
|      | Ortvikens herrgård     | herrgård | Skön     | 62°28′31″N 17°17′26″Ö / 62.47519°N 17.29065°Ö |        |
|      | Strands herrgård       | herrgård | Alnö     |                                               |        |
|      | Svartviks herrgård     | herrgård | Njurunda | 62°19′00″N 17°22′17″Ö / 62.31669°N 17.37137°Ö |        |
|      | Utviks herrgård        | herrgård | Alnö     | 62°22′21″N 17°24′33″Ö / 62.37250°N 17.40923°Ö |        |

## Timrå kommun
| Bild | Namn                 | Typ      | Socken                  | Läge                                          | BBR id |
| ---- | -------------------- | -------- | ----------------------- | --------------------------------------------- | ------ |
|      | Lögdö herrgård       | herrgård | Hässjö                  | 62°33′26″N 17°22′59″Ö / 62.55730°N 17.38317°Ö |        |
|      | Merlo slott          | slott    | Timrå                   | 62°28′21″N 17°18′00″Ö / 62.47257°N 17.29996°Ö |        |
|      | Orsills herrgård     | herrgård | Timrå                   | 62°28′31″N 17°17′26″Ö / 62.47519°N 17.29065°Ö |        |
|      | Söråkers herrgård    | herrgård | Hässjö                  | 62°30′33″N 17°30′13″Ö / 62.50914°N 17.50356°Ö |        |
|      | Vivstavarvs herrgård | herrgård | Timrå                   | 62°29′34″N 17°21′00″Ö / 62.49281°N 17.35008°Ö |        |
|      | Åvike bruks herrgård | herrgård | Hässjö (ursprungligen)* |                                               |        |

## Ånge kommun
| Bild | Namn                  | Typ      | Socken | Läge                                          | BBR id |
| ---- | --------------------- | -------- | ------ | --------------------------------------------- | ------ |
|      | Hussborgs herrgård    | herrgård | Torp   | 62°29′51″N 16°01′03″Ö / 62.49739°N 16.01752°Ö |        |
|      | Torpshammars herrgård | herrgård | Torp   | 62°28′17″N 16°19′53″Ö / 62.47140°N 16.33140°Ö |        |

* Flyttades på 1930-talet från sin ursprungliga plats i Åvikebruk till Länsmuseet i Västernorrland i Härnösand i landskapet Ångermanland.